# Cinemateca Portuguesa
La Cinemateca Portuguesa est une cinémathèque publique destinée à la diffusion et à la préservation de l'art cinématographique et, en particulier, du cinéma portugais. Elle a été créée en 1948 à Lisbonne, où elle se trouve encore aujourd'hui (actuellement dans des locaux situés Rua Barata Salgueiro). La Cinemateca organise des cycles de films et des expositions et dispose également d'un musée du cinéma, d'archives, d'une bibliothèque, d'une librairie et d'un bar-restaurant. Les Arquivo Nacional de Imagens em Movimento (ANIM) relèvent de sa compétence.

## Histoire
La Cinemateca a été créée en 1948 par la loi no 2027, au sein du Secretariado Nacional de Informação (SNI), le « Secrétariat à l'information » (qui s'appelait jusqu'en 1945 Secretariado de Propaganda Nacional, « Secrétariat à la propagande »). Les premiers films collectés l'ont été pour la documentation au Secrétariat de la propagande du régime autoritaire de l'Estado Novo d'António de Oliveira Salazar. Son directeur, António Ferro, passionné de cinéma, s'est très tôt efforcé d'utiliser le pouvoir de l'image en mouvement pour le régime et a donc œuvré pour la création d'institutions de promotion et de diffusion du cinéma.
En 1954, de nouvelles archives modernes ont été construites. Deux ans plus tard, la Cinemateca a été admise au sein de la Fédération internationale des archives du film. En 1958, la bibliothèque a été ouverte et des manifestations publiques ont été organisées au Palácio Foz, sur l'Avenida da Liberdade, dans le centre de Lisbonne. En 1971, la loi no 7/71 a créé l'IPC - Instituto Português de Cinema (aujourd'hui Instituto do Cinema e do Audiovisual) et y a intégré la Cinémathèque. Une grande partie de la Cinémathèque (principalement l'administration) déménagea dans la Rua de S. Pedro de Alcântara, les salles du trésor et les salles de spectacle restèrent au Palácio Foz.
Après la Révolution des Œillets et la fin de la dictature au Portugal en 1974, les activités de la Cinémathèque se sont intensifiées avec sa démocratisation et l'élargissement de son champ d'action.
La loi no 59/80 a entraîné le changement de nom en Cinemateca Portuguesa et une restructuration. Le décret no 33/80 a également fixé le financement de la Cinémathèque. La Cinémathèque est restée sous la tutelle du ministère de la Culture, mais a obtenu le statut d'entité juridique distincte, avec une administration, une structure de financement et un patrimoine indépendants. Elle a acquis le bâtiment de la Rua Barata Salgueiro, où elle est toujours installée aujourd'hui. En été de la même année, des projections quotidiennes de films ont été organisées, accompagnées de la publication d'un texte historique original sur le film projeté. L'IPC et la télévision nationale RTP ont mis en place un groupe de travail avec la participation de la Cinemateca afin de créer des archives nationales d'images en mouvement.
En janvier 1981, la Cinémathèque s'installa dans le nouveau bâtiment. Le 23 avril, une bobine de film s'est enflammée et la salle de cinéma a brûlé.
En 1996, le centre de technologie et de conservation des films ANIM de la Cinémathèque, délocalisé et considérablement agrandi, a ouvert ses portes dans un nouveau complexe de bâtiments à l'extérieur de la ville. La loi no 165/97 du 28 juin 1997 a fixé le statut et l'orientation actuels de la Cinémathèque portugaise-Musée du cinéma. Dans le cadre de son programme MEDIA, l'UE a créé le projet ARCHIMEDIA pour la formation et le perfectionnement professionnels par les cinémathèques, les laboratoires et les universités. La Cinemateca est intégrée dans ARCHIMEDIA depuis le début.

## Directeurs
- 1948–1982 : Manuel Félix Ribeiro
- 1982–1991 : Luís de Pina
- 1991–2009 : João Bénard da Costa
- 2010–2014 : Maria João Seixas
- depuis 2014 : José Manuel Costa

## Galerie

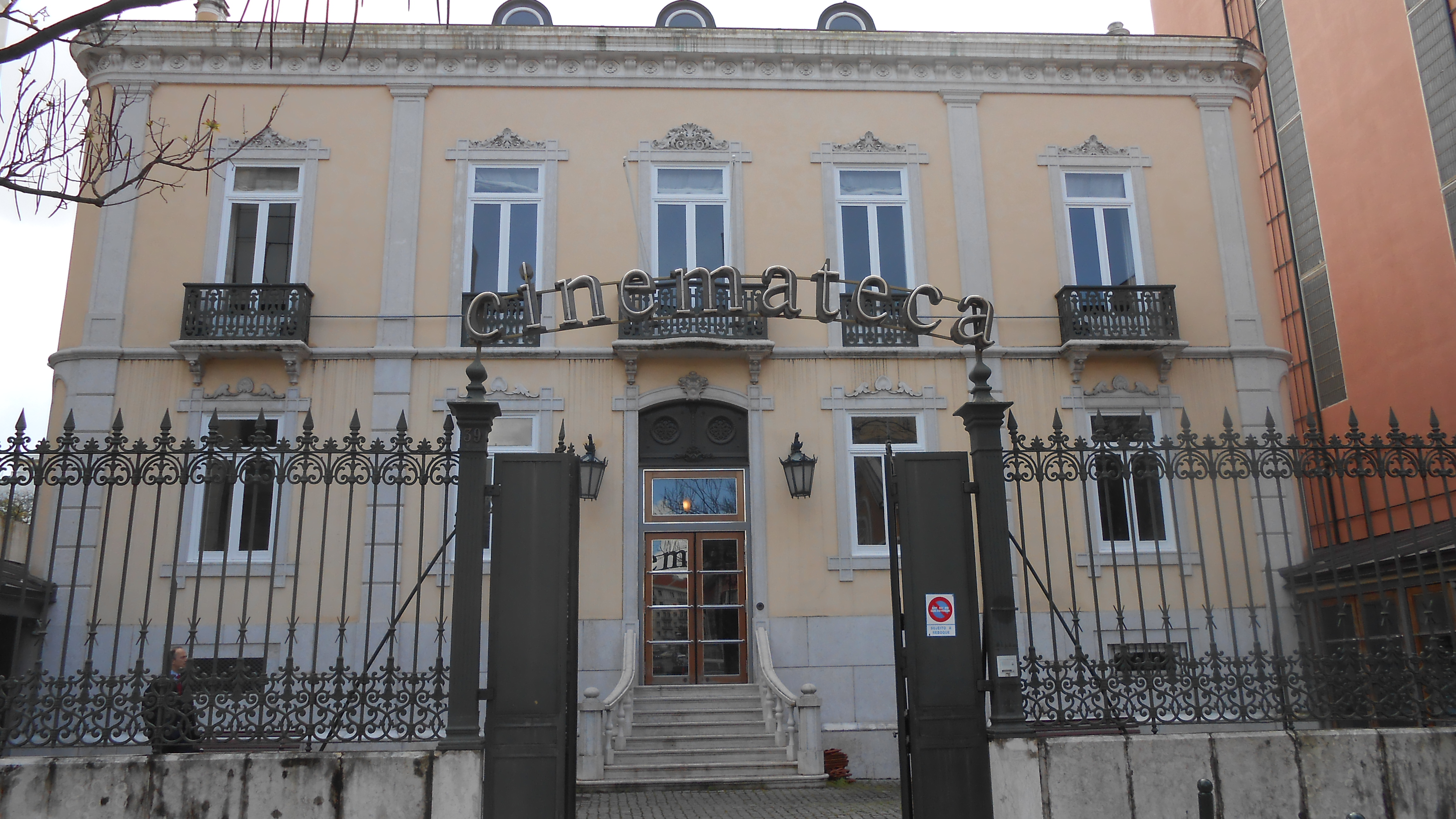
Façade de la Cinemateca
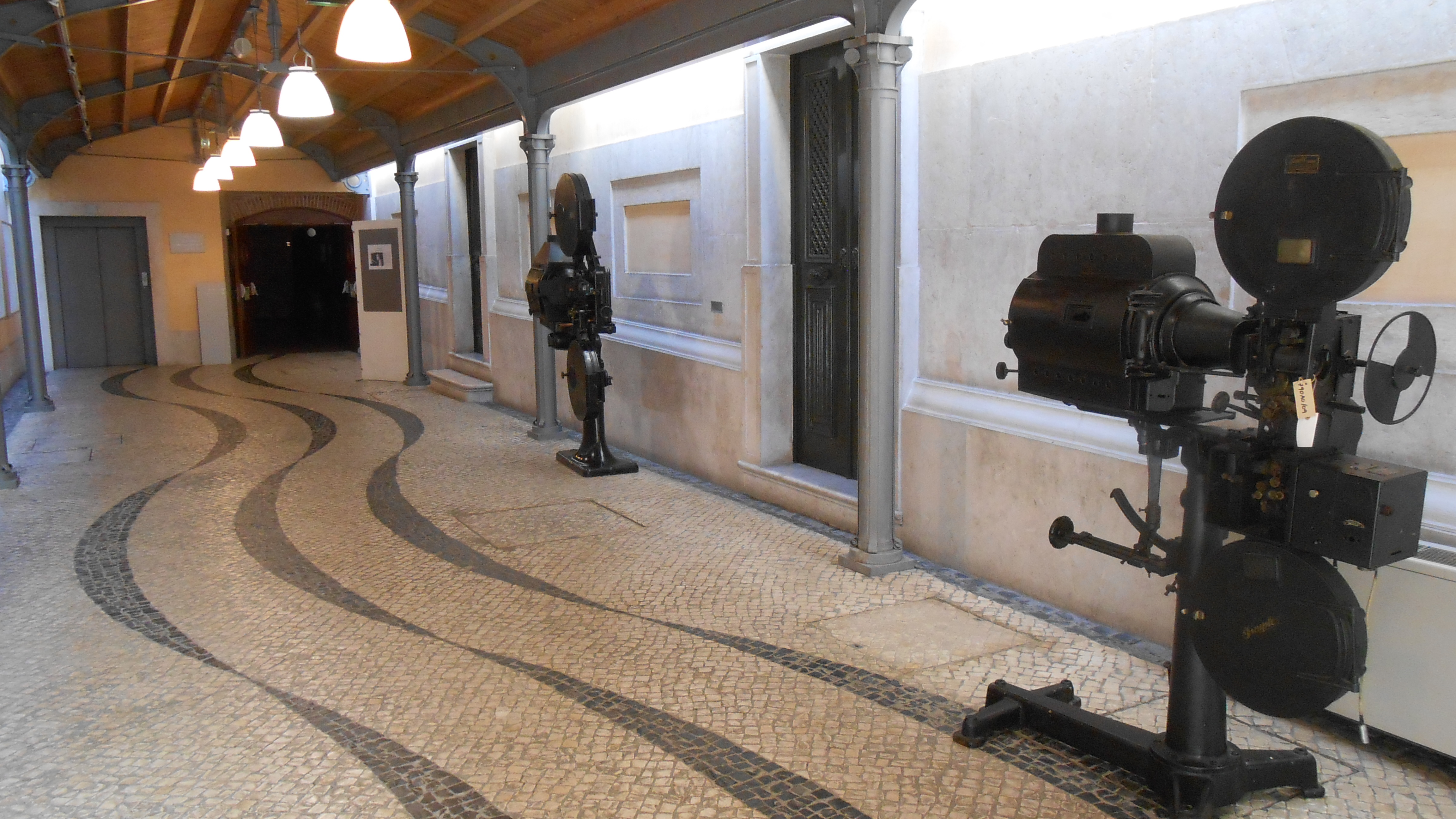
À l'entrée de la Cinemateca
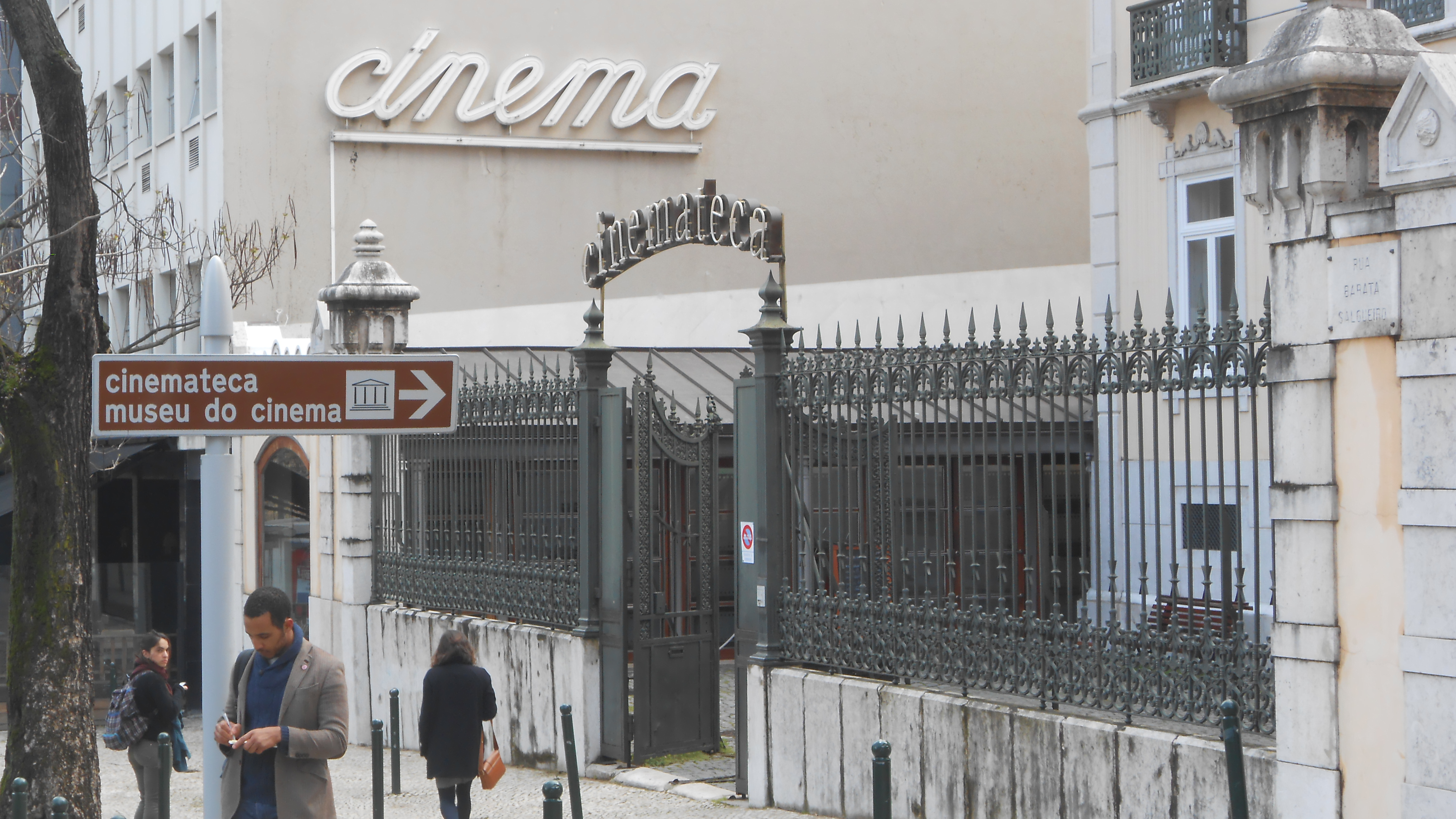
La Cinemateca dans la Rua Barata Salgueiro
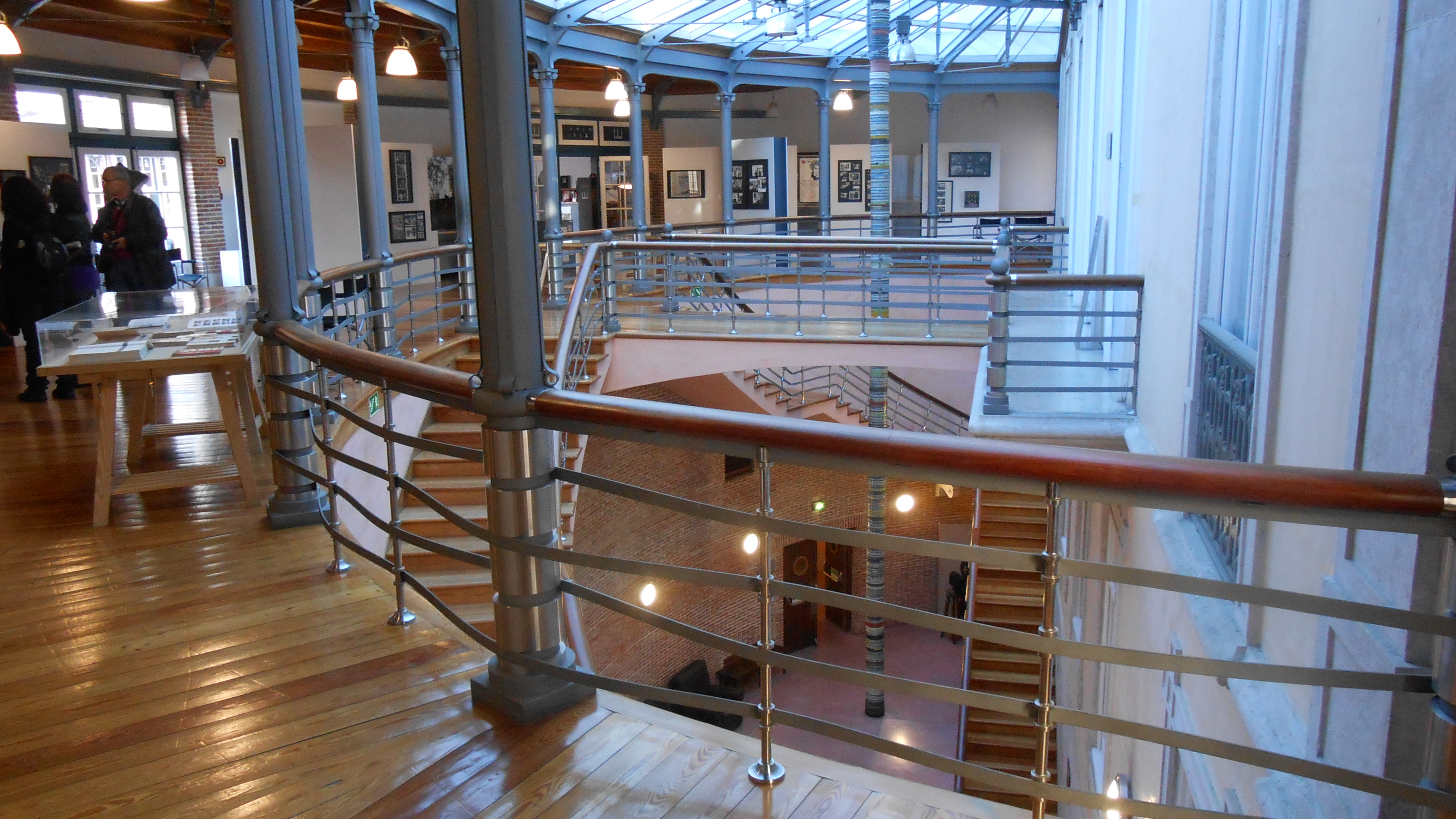
À l'intérieur de la Cinemateca
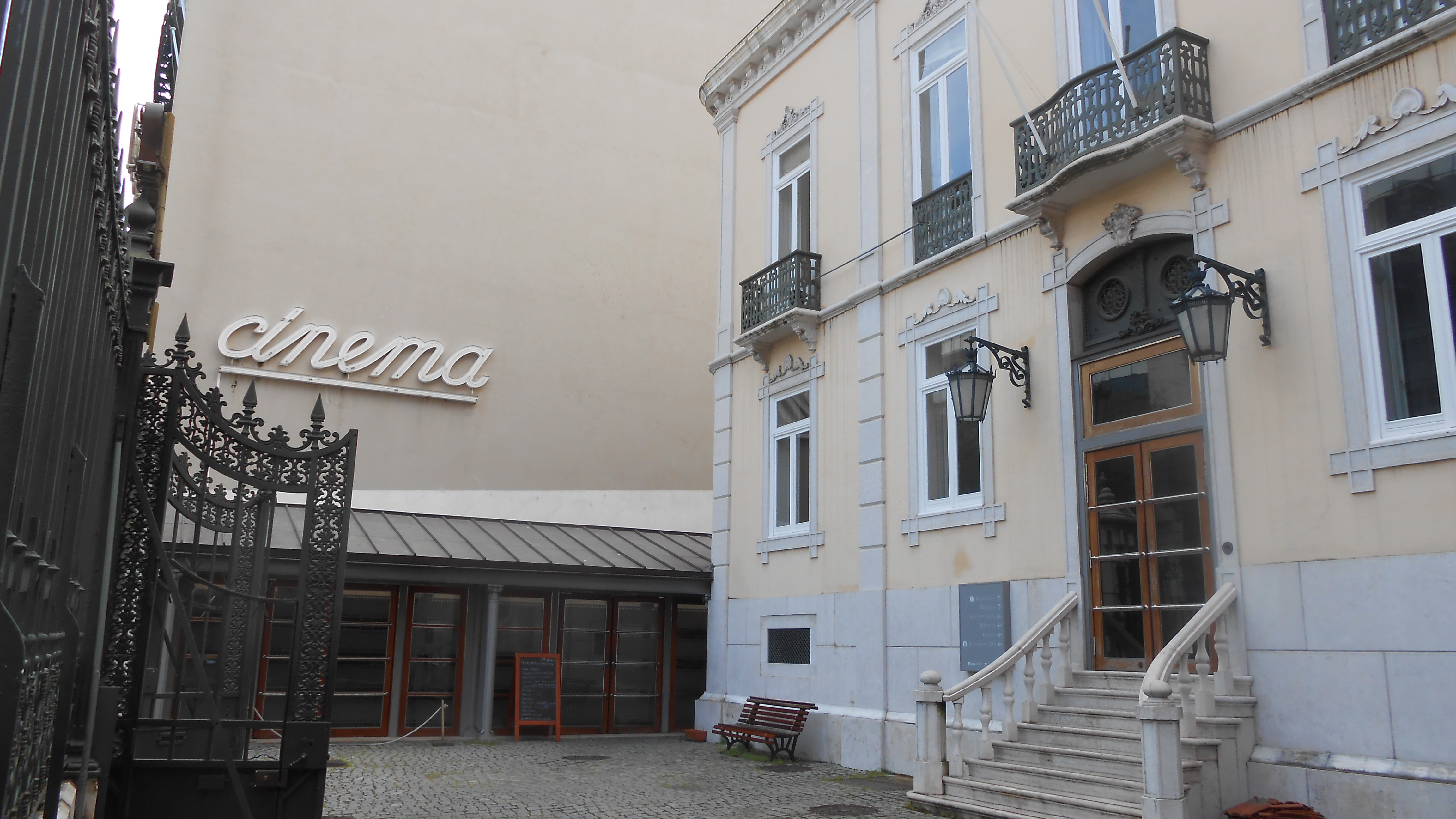
Le parvis de la Cinemateca
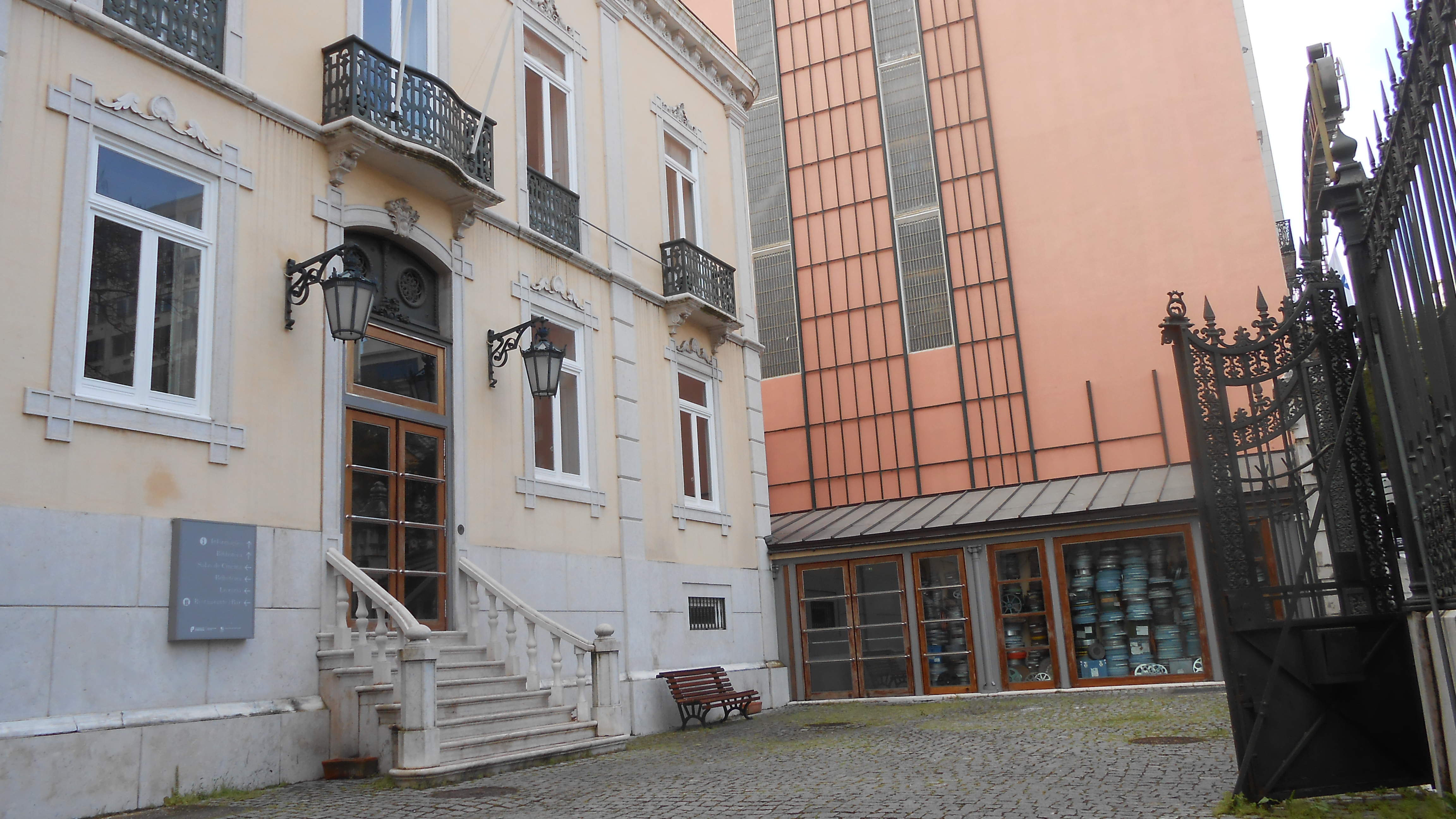
Le parvis de la Cinemateca